# Neurolestes trinervis
Neurolestes trinervis – gatunek ważki z rodziny Argiolestidae.
Owad ten występuje w Kamerunie, Gabonie, Gwinei Równikowej i Kongu.